# Ruggero Cozzi
Ruggero Cozzi Elzo (Valparaíso, 9 de diciembre de 1986) es un abogado y político chileno, militante de Renovación Nacional (RN), del que llegó a ejercer como vicepresidente.
Fue miembro de la Convención Constitucional de Chile, siendo elegido constituyente por el Distrito N° 6 de la Región de Valparaíso.
Ha sido profesor de Derecho Internacional en la Pontificia Universidad Católica de Chile y socio en un estudio de abogados. Asimismo, también ha impartido clases de Derecho Internacional Público y Derechos Humanos en la Universidad de Los Andes, de su país.
Cozzi también ha sido directorio del think tank de su partido, el Instituto Libertad.

## Biografía
Ruggero Cozzi nació en Valparaíso en 1986. Es hijo de Ruggero Cozzi Paredes, un oficial en retiro de la Armada de Chile. Su hermano, Francisco, es también oficial de la marina chilena. Asimismo, cursó sus estudios en el Colegio Capellán Pascal y el Colegio Arturo Prat Chacón, de Talcahuano, del que egresó el 2004.
Ingresó a la Pontificia Universidad Católica de Chile (PUC) para realizar sus estudios superiores en Derecho, titulándose oficialmente como abogado el 24 de abril de 2013. Más adelante, realizó un magíster en derecho por Università degli Studi di Torino en Italia.
Durante su etapa universitaria fue presidente del Centro de Alumnos de la carrera de Derecho, candidato a la FEUC, y uno de los fundadores de Solidaridad UC. En dicha etapa se mostró con un discurso socialconservador y provida, contrario al aborto libre en Chile.
Entre 2014 y 2015, fue director ejecutivo de la ONG Comunidad y Justicia. A partir de 2017, estuvo ligado al estudio jurídico Baker McKenzie. Años más tarde decidió dejar a un lado el sector privado, para dedicarse a los asuntos públicos, lo cual se materializó en su campaña para ser convencional constituyente de cara al fallido primer intento por redactar una nueva constitución para el país.
En la primera sesión de la Convención Constitucional un grupo de manifestantes agredió a Cozzi luego de haber señalado su postura en contra del indulto a los presos del estallido social.
En 2022, Cozzi participó activamente en la campaña de la ganadora opción «Rechazo» al proyecto de nueva constitución que propuso la Convención Constitucional dominada por la izquierda. No obstante, su sector garantizó la posibilidad de un segundo proceso (2023), el cual también fue rechazado.
Cozzi formó parte del comando político por el «A Favor» a dicha propuesta descartada, esta vez dominada por el Partido Republicano, de corte conservador.